# 놈 맥도널드

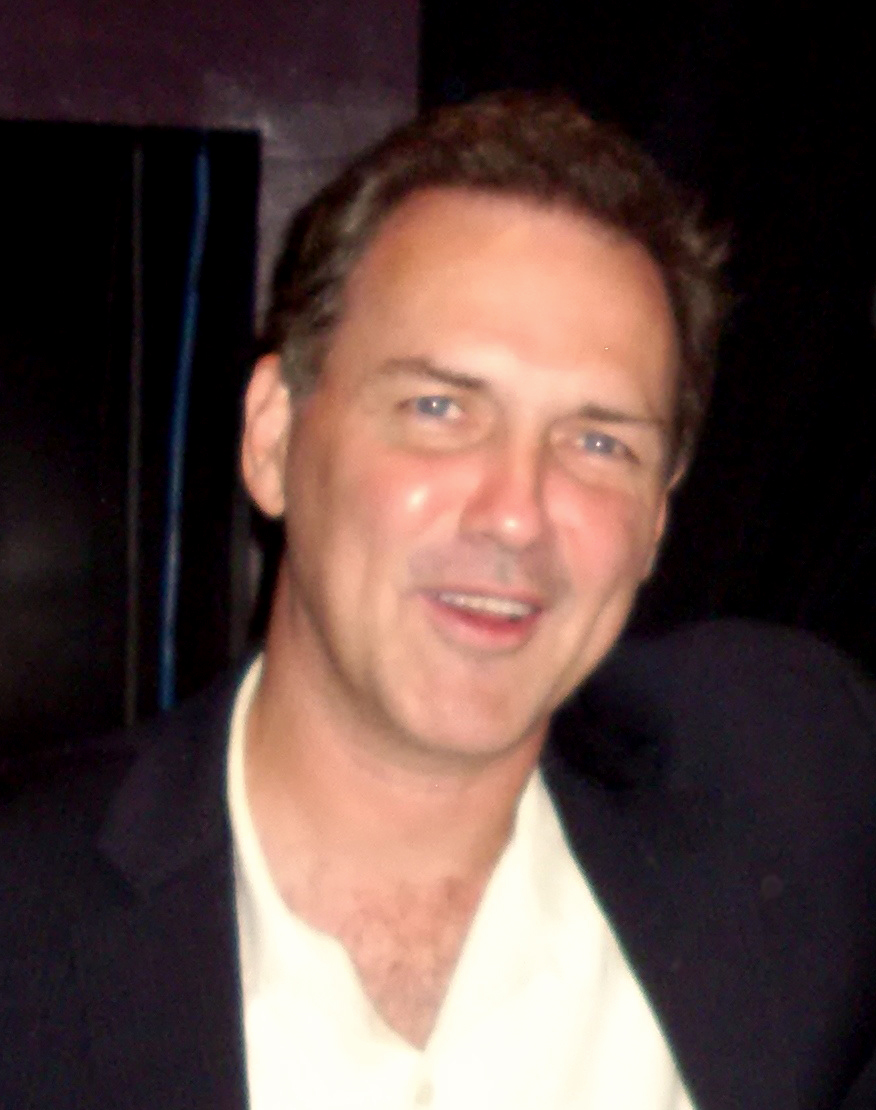

놈 맥도널드(Norm Macdonald, 1959년 10월 17일~2021년 9월 14일)는 캐나다의 희극 배우, 각본가, 영화배우, 텔레비전 프로듀서, TV 사회자, 성우, 텔레비전 배우이다.
퀘벡에서 태어났다.

## 영화
- 리디큘러스 6(2015년)
- 뱀파이어 독(2012년) - 팽 목소리 역
- 잭 앤 질(2011년) - 펀버킷 역
- 헐리우드 & 와인(2010년)
- 그로운 업스(2010년)
- 퍼니 피플(2009년)
- 시니어 스킵 데이(2008년)
- 세터데이 나잇 라이브 인 더 '90s: 팝 컬처 네이션(2007년) - 본인 역
- 펭귄들의 익살극(2007년)
- 닥터 두리틀 3(2006년)
- 애니멀(2001년)
- 닥터 두리틀 2(2001년)
- 스크류드(2000년)
- 맨 온 더 문(1999년)
- 새터데이 나이트 라이브: 더 베스트 오브 마이크 마이어스(1998년) - 본인 역
- 못말리는 해결사(1998년)
- 닥터 두리틀(1998년)
- 더 데일리 쇼 위드 존 스튜어트(1996년) - 게스트 역
- 래리 플린트(1996년)
- 더 드류 캐리 쇼(1995년)
- 백만장자 빌리(1995년)
- 새터데이 나잇 라이브(1975년)